# Ferenc Vozar
Ferenc Vozar (urodzony jako Ferenc Vozár; ur. 19 kwietnia 1945 w Budapeszcie, zm. 15 lutego 1999 w Denzlingen) – niemiecki hokeista węgierskiego pochodzenia grający na pozycji napastnika, reprezentant kraju, olimpijczyk, trener.

## Kariera
Ferenc Vozar urodził się w Budapeszcie, lecz w latach 70. wraz ze swoim bratem Tiborem (ur. 1943, również hokeista) wyemigrował do RFN, gdzie obaj bracia rozpoczęli karierę sportową. Ferenc w sezonie 1970/1971 reprezentował barwy występującego w Oberlidze SG Oberstdorf/Sonthofen.
Następnie w latach 1971–1977 reprezentował barwy BSC Berlin, z którym najpierw w sezonie 1971/1972 awansował do Bundesligi, następnie dwukrotnie zdobył mistrzostwo (1974, 1976) oraz wicemistrzostwo Niemiec (1975).
Następnie został zawodnikiem występującego w Oberlidze ERC Freiburg, z którym w sezonie 1978/1979 awansował do 2. Bundesligi.
Po sezonie 1979/1980 po raz pierwszy zakończył karierę sportową, jednak w 1981 roku wznowił karierę grając w latach 1981–1983 w Hamburgerze SV. Następnymi klubami w karierze Vozara były: dwukrotnie ERC Freiburg (1983–1984, 1985–1987) oraz EV Ravensburg (1984–1985).

## Kariera reprezentacyjna
Ferenc Vozar w latach 1973–1976 w reprezentacji RFN rozegrał 34 mecze, w których zdobył 3 punkty (2 gole, 1 asysta) oraz spędził 4 minuty na ławce kar. Uczestniczył na turnieju olimpijskim 1976 w Innsbrucku, na których z reprezentacją RFN pod wodzą selekcjonera Xavera Unsinna zdobył pierwszy od 44 lat medal olimpijski – brązowy medal. W październiku tego samego roku za ten sukces wraz z innymi kolegami z reprezentacji RFN otrzymał z rąk ówczesnego kanclerza Niemiec, Helmuta Schmidta Srebrny Liść Laurowy.
Ponadto dwukrotnie uczestniczył w mistrzostwach świata (1974, 1975 – awans do Grupy A).

## Kariera trenerska
Ferenc Vozar po zakończeniu kariery sportowej rozpoczął karierę trenerską. W sezonie 1980/1981 był trenerem występującego w Bayernlidze ERV Schweinfurt, a w sezonie 1982/1983 był grającym trenerem występującego w 2. Bundeslidze Hamburgera SV, w sezonie 1984/1985 był grającym trenerem występującego w Oberlidze EV Ravensburg, następnie w latach 1985–1988 był asystentem trenera EHC Freiburg (w 1987 roku prowadził jeden jako trener tymczasowy).

## Sukcesy

### Zawodnicze
BSC Berlin
- Mistrzostwo Niemiec: 1974, 1976
- Wicemistrzostwo Niemiec: 1975
- Awans do Bundesligi: 1972

ERC Freiburg
- Awans do 2. Bundesligi: 1979

Reprezentacyjne
- Brązowy medal zimowych igrzysk olimpijskich: 1976
- Awans do Grupy A mistrzostw świata: 1975

### Indywidualne
- Członek Galerii Sław Niemieckiego Hokeja na Lodzie

### Odznaczenia
- Srebrny Liść Laurowy: 1976

## Życie prywatne
Ferenc Vozar miał dwóch synów: Roberta (ur. 1972) i Patricka (ur. 1974) oraz córkę Alexandrę Lettgen (ur. 1970), którzy również uprawiali Hokej na lodzie. Zmarł 15 lutego 1999 roku w Denzlingen.